# تونس في بطولة العالم لألعاب القوى 2017
 شاركت تونس في بطولة العالم 2017 لألعاب القوى في لندن، المملكة المتحدة، في الفترة من 4 إلى 13 أغسطس 2017.

## النتائج
(م - مترشح، لع - لا علامة، أم - الأفضل في الموسم) 

### رجال
سباقات المضمار والطريق  
| رياضي              | حدث            | الحرارة  | الحرارة | الدور قبل النهائي | الدور قبل النهائي | نهائي  | نهائي  |
| رياضي              | حدث            | نتيجة    | مرتبة   | نتيجة             | مرتبة             | نتيجة  | مرتبة  |
| ------------------ | -------------- | -------- | ------- | ----------------- | ----------------- | ------ | ------ |
| عبد السلام العيوني | 800 متر        | 1: 46.19 | 15 م    | 1: 47.39          | 22                | لم يمر | لم يمر |
| رؤوف بوبكر         | 3000 متر حواجز | 8:46.25  | 39      | —                 | —                 | لم يمر | لم يمر |

### نساء
سباقات الطرق والطرقات 
| رياضي         | حدث                          | نهائي   | نهائي |
| رياضي         | حدث                          | نتيجة   | مرتبة |
| ------------- | ---------------------------- | ------- | ----- |
| شاهيناز ناصري | 20 كيلومترا سيرا على الأقدام | 1:35:45 | 39    |